# Gol (Noruega)
Gol ( ? i  escolteu-ne la pronunciació en noruec) és un municipi situat al comtat de Viken, Noruega. Té 4.578 habitants (2016) i té una superfície de 533 km². El centre administratiu del municipi és el poble homònim. El nom de Gol té el seu origen a Gordr, l'antic nom nòrdic d'un riu de la zona.
El municipi de Gol limita al nord amb el municipi de Nord-Aurdal (al comtat d'Oppland), a l'est amb Sør-Aurdal (al comtat d'Oppland), al sud amb Nes, i a l'oest amb Ål i Hemsedal.
Antigament, l'agricultura era la indústria més important de Gol. Actualment, el turisme i altres negocis han passat a ser la font de treball més important, però l'agricultura continua sent important.

## Ciutats agermanades
Gol manté una relació d'agermanament amb les següents localitats: 
- - Årjäng, Comtat de Värmland, Suècia
- - Fanø, Dinamarca Meridional, Dinamarca
- - Virrat, Länsi-Suomi, Finlàndia